# مسرى النظام

مثال مبسط عن نواقل النظام.

مساري النظام (بالإنجليزية: System Buses)‏ هي مجموعة من الممرات تسلكها الإشارات لتؤمن عبور المعلومات والإشارات بين المكونات داخل وخارج الحاسوب. ويوجد ثلاثة أنواع من المساري هي: المسرى الخارجي، ومسرى العناوين، ومسرى البيانات. يسمح المسرى الخارجي بتخاطب المعالج مع الأجهزة الأخرى في الحاسوب والعكس الصحيح، وقد سمّي بهذا الاسم لأنه يقع خارج المعالج. يسمح المسرى التوسعي (Expansion Bus) بتوسيع إمكانيات الحاسوب، فتسمح بإضافة بطاقات التوصيل إلى اللوحة الأم، مثل بطاقة الصوت وبطاقة الشاشة، وبطاقة المودم، وغيرها . تتألف الوصلة (Slot) من عدد من الشقوق النحاسية الرفيعة تتوضع على شكل صف ضيق جدًا من القنوات تمسك بالأرجل الموجودة على بطاقة التوسع وتتصل هذه الشقوق بممرات نحاسية على اللوحة الأم.

## أنواع مساري النظام
1. المسرى ISA
2. مسرى EISA
3. مسرى VESA
4. مسرى وصل العناصر المحيطية PCI
5. المسرى PCMCIA
6. المسرى AGP
7. المسرى التسلسلي العام Universal Serial Bus
8. المسرى AMR
9. واجهة ربط FireWire

### مسرى ISA
قامت شركة IBM أثناء تطوير حواسيبها الشخصية الأولى بتطوير نواقل نوع ISA بعرض 8-bit. عندما قامت الشركة بإنتاج الحاسوب AT طورت نواقل ISA لتصبح بعرض 16-bit لأن المعالج 286 المستخدم يدعم نقل معطيات بحجم 16-bit. وللإبقاء على الممرات القديمة (8-bit) تعمل على الأجهزة الحديثة اضطرت الشركة إلى إضافة فتحات إضافية بالإضافة إلى الفتحات السابقة الموجودة حتى يمكن العمل على كلا المساري .

### مسرى EISA
كلمة EISA هي اختصار للجملة Extended Industry Standard Architecture وهذا المسرى وريث ISA لنقل المعطيات بعرض 32-bit، ويستخدم مع أجهزة 386 DX أو أعلى. يمكن لهذا المسرى نقل بيانات حتى 32 بت في المرة الواحدة .

### المسرى (الممر) VESA
قامت جمعية مواصفات المرئيات الإلكترونية Video Electronics Standards Association بالبحث عن مواصفات لمسرى معطيات أعرض وأسرع من المساري المستخدمة فتم التوصل إلى مواصفات قابلة للتنفيذ في مهيئات الرسومات المرئية. يوفر هذا المسرى للذاكرة تماثل سرعة المعالج حيث يمكن نقل 32-بت لتحريك البيانات بين المعالج الرئيس ونظام الفيديو أو مشغل القرص الصلب.

### المسرى (الممر) PCI
قامت شركة إنتل في عام 1992 بتعديل نواقل ISA و EISA في أجهزة البنتيوم هو مسرى Peripheral Component Interconnect PCI.
مسرى PCI مخصص ليتم تركيبه بين المعالج ومسرى المدخلات والمخرجات. يطلق على مسرى PCI اسم Mezzanine وقد أصبح المسرى الأكثر استخدامًا في نواقل الحاسبات الشخصية والتطبيقات الصناعية. يتميز ناقـل PCI بممر معطيات عريض (64-bit)، وسرعة نقل بيانات تصل إلى 33 ميجاهرتز، ويدعم تقنية التركيب والتشغيل PnP. يتوفر مسرى PCI بثلاث لوحات توصيف يمكن استخدامها مع ثلاثة أنواع مختلفة من الحاسبات:
1. 5 فولت PCI Bus، ويستخدم للأجهزة الثابتة.
2. 3،3 فولت PCI Bus وتستخدم للأجهزة المحمولة.
3. Universal PCI Bus وتستخدم (5 و 3،3 فولت) معًا.

يمكن التعرف على منافذ مسرى PCI حيث تكون شقوق المنفذ قريبة جدًا من بعضها، وهذه الوصلة هي عادة ذات لون أبيض وتتألف من قسمين. تختلف نواقل PCI عن بعضها من ناحية الشكل من حيث موقع الحاجز (Blocker، أو المفتاح Key) في كل وصلة، وهذا يعيق إمكانية تثبيت البطاقات التي تعمل بجهد منخفض في منفذ يعطي جهد مرتفع، والعكس بالعكس. تم حديثًا تطوير نوع جديد من نواقل PCI تعرف باسم PCI Express .

### المسرى PCMCIA
في أواخر الثمانينات ظهر مسرى جديد يستخدم أساسًا مع الحواسيب المحمولة Laptop، لإضافة بطاقات جديدة مثل المودم وموائمات SCSI وبطاقات الشبكات السلكية واللاسلكية وبطاقات الصوت. كلمة PCMCIA هي اختصار لجملة Personal Computer Memory Card International Association. تأتي البطاقات السابقة على شكل بطاقات رقيقة thin-cards وأعيد تسمية بطاقات PCMCIA ليصبح PC فقط .

### مسرى AGP
كلمة AGP هي اختصار لجملة Accelerated Graphics Port أي منفذ الرسوم المتسارعة، ويعد من المساري الحديثة المستخدمة، وظهر الإصدار الأول منه عام 1996، ثم أنتج الإصدار الثاني عام 1998. يستخدم هذا المسرى للحصول على أحسن وأفضل أداء عند تشغيل الرسوم والتصميمات والفيديو التي تحتاج لسرعة أكبر، بالإضافة إلى كونه يتصل مباشرة بالمعالج. مسرى AGP 8x من أحدث أنواع AGP وتم إنتاجه عام 2001 وتصل سرعة نقل البيانات إلى 66 ميجاهرتز وهي ضعف سرعة نقل البيانات على المسرى PCI.

### المسرى التسلسلي العام USB
صممت بوابة USB من أجل توحيد جميع البوابات التي تستخدم في وصل التجهيزات الخارجية إلى الحاسب .
يملك مسرى بنية مفتوحة، ويدعم تقنية التركيب والتشغيل PnP شأنه شأن مسرى PCI، مما يسمح بإضافة الأجهزة المحيطية بسهولة .
يمكن لمسرى USB نقل معطيات بمعدل 12MB/s وهي سرعة عالية كافية لتركيب أجهزة مثل الماسح الضوئي، والكاميرا الرقمية، والفارة ولوحة المفاتيح وغيرها إلى الحاسب الآلي. تسمح مواصفات المسرى USB بوصل 127 جهازا مختلفًا إلى المسرى في نفس الوقت، ولا تحتاج عملية إزالة أو تركيب الأجهزة التي تستخدم مسرى USB إلى عملية إيقاف تشغيل الحاسب قبل البدء باستخدام الجهاز، أو إعادة التشغيل. يمتلك مسرى USB أربعة أسلاك فقط (+5V، 0V، Data+ ، Data-)، حيث يقوم السلكان (+5V، 0V) بتزويد الطاقة الكهربائية لكل من الأجهزة المحيطية، وتؤمن البقية نقل المعطيات.

### مسرى AMR
هي اختصار لجملة Audio Modem Riser أي بطاقة الصوت والمودم القائمة. هذا النوع من المنافذ شائع الاستخدام نسبيًا على لوحات النظام التي تنتجها شركة إنتل، حيث طوّرت الشركات الصانعة طريقة لفصل الدارات التشابهية على بطاقة خاصة بها.

### واجهة ربط FireWire
يعتبر منفذ FireWire واحد من أسرع المنافذ الخارجية المتاحة، والاسم الرسمي لهذا المسرى هو IEEE1394. تشبه واجهة Firewire واجهة USB في خاصية PnP حيث يمكن تركيبها دون إعادة تشغيل الحاسب. يستخدم منفذ Firewire في توصيل كاميرا الفيديو الرقمية، وأصبح نظرًا لسرعته الهائلة في نقل البيانات واجهة ربط عالمية عالية السرعة لمحركات الأقراص الصلبة ومحركات الأقراص المضغوطة وتجهيزات تحرير الفيديو الرقمي. من أهم ميزات منفذ Firewire أنه فائق السرعة، فأول إصدار منها والمعروف باسم FireWire 400 كان يعمل بسرعة 400ميجابت/ثانية، أما آخر إصدار وهو FireWire 800 فيعمل بسرعة 800 ميجابت/ثانية. يبلغ طول الكبل المستخدم لتوصيل المسرى 4،5 متر للنوع الأول، و100 متر للنوع الثاني. من أهم عيوب هذا المسرى أنه مرتفع التكلفة ونادرًا ما يتوافق مع أجهزة الحاسب القديمة.